# Campeonato Italiano de Futebol de 2020–21 – Segunda Divisão
A Segunda Divisão do Campeonato Italiano de Futebol de 2020–21 é a 89.ª edição da Serie B, o campeonato de clubes profissionais do segundo escalão do futebol italiano. O certame também é conhecido como Serie B de 2020–21 e oficialmente como Serie BKT de 2020–21, por motivos de patrocínio. A temporada começará no sábado, dia 26 de setembro de 2020 e será concluído no final de semana do dia 7 de maio de 2021. O certame é organizado pela Lega Nazionale Professionisti Serie B (LNPB), muito conhecida como Lega B.
Na edição anterior, o Benevento faturou o título e conseguiu o tão sonhado acesso à elite do futebol italiano, onde jogará pela segunda vez na história.

## Regulamento
Na Serie B, 20 equipes se enfrentam no formato de pontos corridos em turno e returno. Vence a competição o time que somar mais pontos ao final das 38 rodadas. O campeão e o vice-campeão serão diretamente promovidas à divisão de elite de 2021–22. O terceiro, quarto, quinto, sexto, sétimo e oitavo colocados asseguram vaga nos play-offs de acesso pela 3ª e última vaga na primeira divisão de 2021–22. Por outro lado, as três equipes piores colocadas serão rebaixadas à terceira divisão de 2021–22. Já o décimo sexto e o décimo sétimo lugares se enfrentarão em um play-out de rebaixamento (ou de permanência) para decidir quem permanece na segunda divisão no próximo ciclo.

### Critérios de desempate
No entanto, caso haja empate no número de pontos, os critérios de desempate são: 
1. confronto direto, apenas considerando os dois jogos entre as equipes envolvidas
2. saldo de gols no confronto direto
3. saldo de gols
4. gols marcados.[4]

### Resumindo
| Posição | Situação                                              |
| ------- | ----------------------------------------------------- |
| 1–2     | Promovidos para a Serie A de 2021–22                  |
| 3–8     | Repescagem pela última vaga para a Serie A de 2021–22 |
| 9–15    | Garantidos na Serie B de 2021–22                      |
| 16–17   | Repescagem pela permanência na Serie B de 2021–22     |
| 18–20   | Rebaixados para a Serie C de 2021–22                  |

## Participantes
| Clube               | Cidade            | Região             | Estádio (mando)                     | Capac. | Em 2019–20          | Ref.                 |
| ------------------- | ----------------- | ------------------ | ----------------------------------- | ------ | ------------------- | -------------------- |
| Ascoli              | Ascoli Piceno     | Marcas             | Cino e Lillo Del Duca               | 20 500 | 14º na Serie B      | [ 5 ] [ 6 ] [ 7 ]    |
| Brescia             | Bréscia           | Lombardia          | Mario Rigamonti                     | 16 743 | 19º na Serie A      | [ 8 ] [ 9 ] [ 10 ]   |
| Chievo              | Verona            | Vêneto             | Marcantonio Bentegodi               | 31 713 | 06º na Serie B      | [ 5 ] [ 6 ] [ 11 ]   |
| Cittadella          | Cittadella        | Vêneto             | Pier Cesare Tombolato               | 07 623 | 05º na Serie B      | [ 5 ] [ 6 ] [ 12 ]   |
| Cosenza             | Cosença           | Calábria           | Gigi Marulla – San Vito             | 24 209 | 15º na Serie B      | [ 5 ] [ 6 ] [ 13 ]   |
| Cremonese           | Cremona           | Lombardia          | Giovanni Zini                       | 16 003 | 12º na Serie B      | [ 5 ] [ 6 ] [ 14 ]   |
| Empoli              | Empoli            | Toscana            | Carlo Castellani                    | 16 800 | 07º na Serie B      | [ 5 ] [ 6 ] [ 15 ]   |
| Frosinone           | Frosinone         | Lácio              | Benito Stirpe                       | 16 125 | 08º na Serie B      | [ 5 ] [ 6 ] [ 16 ]   |
| Lecce               | Lecce             | Apúlia             | Via del Mare                        | 31 533 | 18º na Serie A      | [ 10 ] [ 17 ] [ 18 ] |
| L.R. Vicenza Virtus | Vicenza           | Vêneto             | Romeo Menti                         | 13 173 | 01º da Série C (B)  | [ 19 ] [ 20 ]        |
| Monza               | Monza             | Lombardia          | U-Power Stadium                     | 07 499 | 01º da Série C (A)  | [ 21 ] [ 22 ] [ 23 ] |
| Pescara             | Pescara           | Abruzos            | Adriatico – Giovanni Cornacchia     | 20 476 | 17º na Serie B      | [ 5 ] [ 6 ] [ 24 ]   |
| Pisa                | Pisa              | Toscana            | Arena Garibaldi – Romeo Anconetani  | 08 600 | 09º na Serie B      | [ 5 ] [ 6 ] [ 25 ]   |
| Pordenone           | Pordenone         | Friul-Veneza Júlia | Guido Teghil (Lignano Sabbiadoro)   | 05 000 | 04º na Serie B      | [ 26 ] [ 27 ] [ 6 ]  |
| Reggiana            | Régio da Emília   | Emília-Romanha     | Mapei Stadium – Città del Tricolore | 21 520 | Play-off da Série C | [ 28 ] [ 29 ]        |
| Reggina             | Régio da Calábria | Calábria           | Oreste Granillo                     | 27 543 | 01º da Série C (C)  | [ 30 ] [ 31 ]        |
| Salernitana         | Salerno           | Campânia           | Arechi                              | 26 500 | 10º na Serie B      | [ 5 ] [ 6 ] [ 32 ]   |
| SPAL                | Ferrara           | Emília-Romanha     | Paolo Mazza                         | 16 134 | 20º na Serie A      | [ 10 ] [ 33 ] [ 34 ] |
| Venezia             | Veneza            | Vêneto             | Pier Luigi Penzo                    | 07 426 | 11º na Serie B      | [ 5 ] [ 6 ] [ 35 ]   |
| Virtus Entella      | Chiavari          | Ligúria            | Comunale di Chiavari                | 05 535 | 13º na Serie B      | [ 5 ] [ 6 ] [ 36 ]   |

## Classificação
| Pos | Equipe         | Pts | J  | V  | E  | D  | GP | GC | SG  | Classificação ou Rebaixamento                             |
| --- | -------------- | --- | -- | -- | -- | -- | -- | -- | --- | --------------------------------------------------------- |
| 1   | Empoli         | 73  | 38 | 19 | 16 | 3  | 68 | 35 | +33 | Promovidos para a Série A de 2021–22                      |
| 2   | Salernitana    | 69  | 38 | 19 | 12 | 7  | 46 | 34 | +12 | Promovidos para a Série A de 2021–22                      |
| 3   | Monza          | 64  | 38 | 17 | 13 | 8  | 51 | 33 | +18 | Semifinais dos play-offs de acesso à Série A de 2021–22   |
| 4   | Lecce          | 62  | 38 | 16 | 14 | 8  | 68 | 47 | +21 | Semifinais dos play-offs de acesso à Série A de 2021–22   |
| 5   | Venezia        | 59  | 38 | 15 | 14 | 9  | 53 | 39 | +14 | Preliminares dos play-offs de acesso à Série A de 2021–22 |
| 6   | Cittadella     | 57  | 38 | 15 | 12 | 11 | 48 | 35 | +13 | Preliminares dos play-offs de acesso à Série A de 2021–22 |
| 7   | Chievo         | 56  | 38 | 14 | 14 | 10 | 50 | 37 | +13 | Preliminares dos play-offs de acesso à Série A de 2021–22 |
| 8   | Brescia        | 56  | 38 | 15 | 11 | 12 | 61 | 53 | +8  | Preliminares dos play-offs de acesso à Série A de 2021–22 |
| 9   | SPAL           | 56  | 38 | 14 | 14 | 10 | 44 | 42 | +2  |                                                           |
| 10  | Reggina        | 50  | 38 | 12 | 14 | 12 | 42 | 45 | −3  |                                                           |
| 11  | Frosinone      | 50  | 38 | 12 | 14 | 12 | 38 | 42 | −4  |                                                           |
| 12  | Cremonese      | 48  | 38 | 12 | 12 | 14 | 46 | 44 | +2  |                                                           |
| 13  | Pisa           | 48  | 38 | 11 | 15 | 12 | 54 | 59 | −5  |                                                           |
| 14  | L.R. Vicenza   | 48  | 38 | 11 | 15 | 12 | 48 | 53 | −5  |                                                           |
| 15  | Pordenone      | 45  | 38 | 10 | 15 | 13 | 40 | 39 | +1  |                                                           |
| 16  | Ascoli         | 44  | 38 | 11 | 11 | 16 | 37 | 48 | −11 |                                                           |
| 17  | Cosenza        | 35  | 38 | 6  | 17 | 15 | 29 | 47 | −18 | Rebaixados para a Série C de 2021–22                      |
| 18  | Reggiana       | 34  | 38 | 9  | 7  | 22 | 31 | 57 | −26 | Rebaixados para a Série C de 2021–22                      |
| 19  | Pescara        | 32  | 38 | 7  | 11 | 20 | 29 | 60 | −31 | Rebaixados para a Série C de 2021–22                      |
| 20  | Virtus Entella | 23  | 38 | 4  | 11 | 23 | 30 | 64 | −34 | Rebaixados para a Série C de 2021–22                      |

1. ↑  O Ascoli, que foi o 16º colocado, terminou mais de 4 pontos à frente do 17º colocado Cosenza, o play-out de rebaixamento não foi disputado e Cosenza foi rebaixado diretamente para a Série C.

## Repescagem do acesso
O terceiro e último lugar a ser promovido à Serie A será decidido através dos playoffs – estruturado por meio de rodadas de preliminares, semifinais e final. Disputam os play-offs as equipes que ficaram da terceira até a oitava posição na classificação: o sexto e sétimo disputam uma vaga, e o vencedor jogará contra o terceiro colocado; o quinto joga contra o oitavo, e o vencedor jogará contra o quarto colocado da classificação. Duas equipes classificam e finalmente disputam a promoção na final. Os jogos das semifinais e finais são realizadas em dois jogos, ida e volta, enquanto as rodadas preliminares são realizadas apenas em um jogo único no campo do melhor colocado na temporada regular.
|  | Preliminares | Preliminares | Preliminares |  |  | Semifinais | Semifinais | Semifinais | Semifinais | Semifinais |  |  | Finais | Finais     | Finais | Finais | Finais |
|  |              |              |              |  |  |            |            |            |            |            |  |  |        |            |        |        |        |
|  |              |              |              |  |  | PR         | Venezia    | 1          | 1          | 2          |  |  |        |            |        |        |        |
|  | 5            | Venezia      | 3 (pro)      |  |  | 4          | Lecce      | 0          | 1          | 1          |  |  |        |            |        |        |        |
|  | 8            | Chievo       | 2            |  |  |            |            |            |            |            |  |  | 6      | Cittadella | 0      | 1      | 1      |
|  |              |              |              |  |  |            |            |            |            |            |  |  | 5      | Venezia    | 1      | 1      | 2      |
|  |              |              |              |  |  | PR         | Cittadella | 3          | 0          | 3          |  |  |        |            |        |        |        |
|  | 6            | Cittadella   | 1            |  |  | 3          | Monza      | 0          | 2          | 2          |  |  |        |            |        |        |        |
|  | 7            | Brescia      | 0            |  |  |            |            |            |            |            |  |  |        |            |        |        |        |

## Resultados
O sorteio para definição dos jogos foi realizado em 9 de setembro de 2020 na cidade italiana de Pisa.

### Primeiro turno
| 25 de setembro de 2020 | Monza | 0 – 0 | SPAL |  |
| 16:45                  |       |       |      |  |

| 26 de setembro de 2020 | Brescia | 1 – 1 | Ascoli |  |
| 14:00                  |         |       |        |  |

| 26 de setembro de 2020 | Cosenza | 0 – 0 | Virtus Entella |  |
| 14:00                  |         |       |                |  |

| 26 de setembro de 2020 | Frosinone | 0 – 2 | Empoli |  |
| 14:00                  |           |       |        |  |

| 26 de setembro de 2020 | Lecce | 0 – 0 | Pordenone |  |
| 14:00                  |       |       |           |  |

| 26 de setembro de 2020 | Pescara | 0 – 0 | ChievoVerona |  |
| 14:00                  |         |       |              |  |

| 26 de setembro de 2020 | Salernitana | 1 – 1 | Reggina |  |
| 14:00                  |             |       |         |  |

| 26 de setembro de 2020 | Venezia | 1 – 0 | LR Vicenza |  |
| 16:00                  |         |       |            |  |

| 27 de setembro de 2020 | Cremonese | 0 – 2 | Cittadella |  |
| 15:00                  |           |       |            |  |

| 27 de setembro de 2020 | Reggiana | 2 – 2 | Pisa |  |
| 21:00                  |          |       |      |  |

| 3 de outubro de 2020 | ChievoVerona | 1 – 2 | Salernitana |  |
| 14:15                |              |       |             |  |

| 3 de outubro de 2020 | Ascoli | 0 – 2 | Lecce |  |
| 16:15                |        |       |       |  |

| 3 de outubro de 2020 | Empoli | 0 – 0 | Monza |  |
| 16:15                |        |       |       |  |

| 3 de outubro de 2020 | Reggina | 3 – 1 | Pescara |  |
| 16:15                |         |       |         |  |

| 3 de outubro de 2020 | SPAL | 1 – 1 | Cosenza |  |
| 16:15                |      |       |         |  |

| 3 de outubro de 2020 | Venezia | 0 – 2 | Frosinone |  |
| 16:15                |         |       |           |  |

| 3 de outubro de 2020 | Virtus Entella | 0 – 2 | Reggiana |  |
| 16:15                |                |       |          |  |

| 3 de outubro de 2020 | LR Vicenza | 1 – 1 | Pordenone |  |
| 18:15                |            |       |           |  |

| 4 de outubro de 2020 | Pisa | 1 – 1 | Cremonese |  |
| 15:00                |      |       |           |  |

| 4 de outubro de 2020 | Cittadella | 3 – 0 | Brescia |  |
| 21:00                |            |       |         |  |

| 16 de outubro de 2020 | Brescia | 3 – 0 | Lecce |  |
| 21:00                 |         |       |       |  |

| 17 de outubro de 2020 | Cosenza | 1 – 1 | Cittadella |  |
| 14:00                 |         |       |            |  |

| 17 de outubro de 2020 | Cremonese | 0 – 0 | Venezia |  |
| 14:00                 |           |       |         |  |

| 17 de outubro de 2020 | Pordenone | 3 – 3 | SPAL |  |
| 14:00                 |           |       |      |  |

| 17 de outubro de 2020 | Reggiana | 0 – 1 | ChievoVerona |  |
| 14:00                 |          |       |              |  |

| 17 de outubro de 2020 | Salernitana | 4 – 1 | Pisa |  |
| 14:00                 |             |       |      |  |

| 17 de outubro de 2020 | Virtus Entella | 1 – 1 | Reggina |  |
| 15:00                 |                |       |         |  |

| 17 de outubro de 2020 | Pescara | 1 – 2 | Empoli |  |
| 16:00                 |         |       |        |  |

| 17 de outubro de 2020 | Frosinone | 1 – 0 | Ascoli |  |
| 18:00                 |           |       |        |  |

| 2 de novembro de 2020 | Monza | 1 – 1 | LR Vicenza |  |
| 18:00                 |       |       |            |  |

| 20 de outubro de 2020 | Ascoli | 2 – 1 | Reggiana |  |
| 21:00                 |        |       |          |  |

| 20 de outubro de 2020 | ChievoVerona | 1 – 0 | Brescia |  |
| 21:00                 |              |       |         |  |

| 20 de outubro de 2020 | Cittadella | 2 – 0 | Pordenone |  |
| 21:00                 |            |       |           |  |

| 20 de outubro de 2020 | Empoli | 2 – 1 | SPAL |  |
| 21:00                 |        |       |      |  |

| 20 de outubro de 2020 | Frosinone | 0 – 0 | Virtus Entella |  |
| 21:00                 |           |       |                |  |

| 20 de outubro de 2020 | Pisa | 1 – 1 | Monza |  |
| 21:00                 |      |       |       |  |

| 20 de outubro de 2020 | Reggina | 0 – 0 | Cosenza |  |
| 21:00                 |         |       |         |  |

| 20 de outubro de 2020 | Venezia | 4 – 0 | Pescara |  |
| 21:00                 |         |       |         |  |

| 20 de outubro de 2020 | LR Vicenza | 1 – 1 | Salernitana |  |
| 21:00                 |            |       |             |  |

| 21 de outubro de 2020 | Lecce | 2 – 2 | Cremonese |  |
| 19:00                 |       |       |           |  |

| 23 de outubro de 2020 | Empoli | 3 – 1 | Pisa |  |
| 21:00                 |        |       |      |  |

| 24 de outubro de 2020 | Monza | 1 – 2 | ChievoVerona |  |
| 14:00                 |       |       |              |  |

| 24 de outubro de 2020 | Pordenone | 2 – 2 | Reggina |  |
| 14:00                 |           |       |         |  |

| 24 de outubro de 2020 | Salernitana | 1 – 0 | Ascoli |  |
| 14:00                 |             |       |        |  |

| 24 de outubro de 2020 | SPAL | 3 – 2 | LR Vicenza |  |
| 14:00                 |      |       |            |  |

| 24 de outubro de 2020 | Pescara | 0 – 2 | Frosinone |  |
| 16:00                 |         |       |           |  |

| 25 de outubro de 2020 | Cosenza | 1 – 1 | Lecce |  |
| 16:00                 |         |       |       |  |

| 14 de novembro de 2020 | Virtus Entella | 0 – 2 | Venezia |  |
| 15:00                  |                |       |         |  |

| 8 de dezembro de 2020 | Cremonese | 2 – 2 | Brescia |  |
| 15:00                 |           |       |         |  |

| 9 de janeiro de 2021 | Reggiana | 0 – 2 | Cittadella |  |
| 14:00                |          |       |            |  |

| 31 de outubro de 2020 | Cittadella | 1 – 2 | Monza |  |
| 14:00                 |            |       |       |  |

| 31 de outubro de 2020 | Ascoli | 0 – 1 | Pordenone |  |
| 16:00                 |        |       |           |  |

| 31 de outubro de 2020 | Brescia | 2 – 2 | Virtus Entella |  |
| 16:00                 |         |       |                |  |

| 31 de outubro de 2020 | ChievoVerona | 2 – 0 | Cosenza |  |
| 16:00                 |              |       |         |  |

| 31 de outubro de 2020 | Salernitana | 3 – 0 | Reggiana |  |
| 16:00                 |             |       |          |  |

| 31 de outubro de 2020 | Venezia | 2 – 0 | Empoli |  |
| 16:00                 |         |       |        |  |

| 31 de outubro de 2020 | LR Vicenza | 4 – 4 | Pisa |  |
| 16:00                 |            |       |      |  |

| 1 de novembro de 2020 | Reggina | 0 – 1 | SPAL |  |
| 15:00                 |         |       |      |  |

| 1 de novembro de 2020 | Frosinone | 1 – 0 | Cremonese |  |
| 21:00                 |           |       |           |  |

| 2 de novembro de 2020 | Lecce | 3 – 1 | Pescara |  |
| 21:00                 |       |       |         |  |

| 6 de novembro de 2020 | SPAL | 2 – 0 | Salernitana |  |
| 21:00                 |      |       |             |  |

| 7 de novembro de 2020 | Cosenza | 1 – 2 | Brescia |  |
| 14:00                 |         |       |         |  |

| 7 de novembro de 2020 | Monza | 2 – 0 | Frosinone |  |
| 14:00                 |       |       |           |  |

| 7 de novembro de 2020 | Pordenone | 1 – 1 | ChievoVerona |  |
| 14:00                 |           |       |              |  |

| 7 de novembro de 2020 | Empoli | 3 – 0 | Reggina |  |
| 16:00                 |        |       |         |  |

| 7 de novembro de 2020 | Cremonese | 0 – 1 | LR Vicenza |  |
| 19:00                 |           |       |            |  |

| 8 de novembro de 2020 | Pescara | 3 – 1 | Cittadella |  |
| 15:00                 |         |       |            |  |

| 8 de novembro de 2020 | Reggiana | 2 – 1 | Venezia |  |
| 17:00                 |          |       |         |  |

| 8 de novembro de 2020 | Pisa | 2 – 1 | Ascoli |  |
| 17:00                 |      |       |        |  |

| 8 de novembro de 2020 | Virtus Entella | 1 – 5 | Lecce |  |
| 21:00                 |                |       |       |  |

| 20 de novembro de 2020 | Frosinone | 0 – 2 | Cosenza |  |
| 21:00                  |           |       |         |  |

| 21 de novembro de 2020 | Brescia | 2 – 2 | Venezia |  |
| 14:00                  |         |       |         |  |

| 21 de novembro de 2020 | Cittadella | 2 – 2 | Empoli |  |
| 14:00                  |            |       |        |  |

| 21 de novembro de 2020 | Lecce | 7 – 1 | Reggiana |  |
| 14:00                  |       |       |          |  |

| 21 de novembro de 2020 | Pordenone | 1 – 1 | Monza |  |
| 14:00                  |           |       |       |  |

| 21 de novembro de 2020 | SPAL | 2 – 0 | Pescara |  |
| 14:00                  |      |       |         |  |

| 22 de novembro de 2020 | Ascoli | 1 – 1 | Virtus Entella |  |
| 15:00                  |        |       |                |  |

| 22 de novembro de 2020 | Reggina | 1 – 2 | Pisa |  |
| 21:00                  |         |       |      |  |

| 23 de novembro de 2020 | Salernitana | 2 – 1 | Cremonese |  |
| 21:00                  |             |       |           |  |

| 19 de janeiro de 2021 | LR Vicenza | 1 – 1 | ChievoVerona |  |
| 19:00                 |            |       |              |  |

| 27 de novembro de 2020 | ChievoVerona | 1 – 2 | Lecce |  |
| 21:00                  |              |       |       |  |

| 28 de novembro de 2020 | Brescia | 1 – 2 | Frosinone |  |
| 14:00                  |         |       |           |  |

| 28 de novembro de 2020 | Empoli | 2 – 2 | LR Vicenza |  |
| 14:00                  |        |       |            |  |

| 28 de novembro de 2020 | Pescara | 0 – 2 | Pordenone |  |
| 14:00                  |         |       |           |  |

| 28 de novembro de 2020 | Pisa | 1 – 4 | Cittadella |  |
| 14:00                  |      |       |            |  |

| 28 de novembro de 2020 | Venezia | 2 – 1 | Ascoli |  |
| 14:00                  |         |       |        |  |

| 28 de novembro de 2020 | Monza | 1 – 0 | Reggina |  |
| 16:00                  |       |       |         |  |

| 29 de novembro de 2020 | Reggiana | 1 – 1 | Cremonese |  |
| 15:00                  |          |       |           |  |

| 29 de novembro de 2020 | Cosenza | 0 – 1 | Salernitana |  |
| 21:00                  |         |       |             |  |

| 30 de novembro de 2020 | Virtus Entella | 0 – 1 | SPAL |  |
| 21:00                  |                |       |      |  |

| 4 de dezembro de 2020 | Ascoli | 0 – 2 | Pescara |  |
| 21:00                 |        |       |         |  |

| 5 de dezembro de 2020 | Cremonese | 2 – 1 | Virtus Entella |  |
| 14:00                 |           |       |                |  |

| 5 de dezembro de 2020 | Frosinone | 3 – 2 | ChievoVerona |  |
| 14:00                 |           |       |              |  |

| 5 de dezembro de 2020 | Lecce | 2 – 2 | Venezia |  |
| 14:00                 |       |       |         |  |

| 5 de dezembro de 2020 | Salernitana | 1 – 0 | Cittadella |  |
| 14:00                 |             |       |            |  |

| 5 de dezembro de 2020 | SPAL | 4 – 0 | Pisa |  |
| 14:00                 |      |       |      |  |

| 5 de dezembro de 2020 | Reggina | 2 – 1 | Brescia |  |
| 15:30                 |         |       |         |  |

| 6 de dezembro de 2020 | Reggiana | 3 – 0 | Monza |  |
| 15:00                 |          |       |       |  |

| 6 de dezembro de 2020 | LR Vicenza | 1 – 1 | Cosenza |  |
| 21:00                 |            |       |         |  |

| 7 de dezembro de 2020 | Pordenone | 0 – 0 | Empoli |  |
| 21:00                 |           |       |        |  |

| 11 de dezembro de 2020 | Venezia | 0 – 2 | Monza |  |
| 19:00                  |         |       |       |  |

| 11 de dezembro de 2020 | ChievoVerona | 3 – 0 | Reggina |  |
| 21:00                  |              |       |         |  |

| 12 de dezembro de 2020 | Brescia | 3 – 1 | Salernitana |  |
| 14:00                  |         |       |             |  |

| 12 de dezembro de 2020 | Cosenza | 0 – 1 | Reggiana |  |
| 14:00                  |         |       |          |  |

| 12 de dezembro de 2020 | Cremonese | 3 – 3 | Ascoli |  |
| 14:00                  |           |       |        |  |

| 12 de dezembro de 2020 | Lecce | 2 – 2 | Frosinone |  |
| 14:00                  |       |       |           |  |

| 12 de dezembro de 2020 | Pisa | 1 – 0 | Pordenone |  |
| 14:00                  |      |       |           |  |

| 12 de dezembro de 2020 | Virtus Entella | 2 – 5 | Empoli |  |
| 14:00                  |                |       |        |  |

| 12 de dezembro de 2020 | Pescara | 2 – 3 | LR Vicenza |  |
| 16:00                  |         |       |            |  |

| 12 de dezembro de 2020 | Cittadella | 2 – 0 | SPAL |  |
| 18:00                  |            |       |      |  |

| 14 de dezembro de 2020 | Reggina | 1 – 2 | Venezia |  |
| 21:00                  |         |       |         |  |

| 15 de dezembro de 2020 | Reggiana | 1 – 2 | Frosinone |  |
| 18:30                  |          |       |           |  |

| 15 de dezembro de 2020 | Ascoli | 0 – 3 | Cosenza |  |
| 21:00                  |        |       |         |  |

| 15 de dezembro de 2020 | Cittadella | 3 – 0 | LR Vicenza |  |
| 21:00                  |            |       |            |  |

| 15 de dezembro de 2020 | Empoli | 1 – 0 | Cremonese |  |
| 21:00                  |        |       |           |  |

| 15 de dezembro de 2020 | Monza | 5 – 0 | Virtus Entella |  |
| 21:00                  |       |       |                |  |

| 15 de dezembro de 2020 | Pisa | 0 – 0 | Pescara |  |
| 21:00                  |      |       |         |  |

| 15 de dezembro de 2020 | Pordenone | 1 – 1 | Brescia |  |
| 21:00                  |           |       |         |  |

| 15 de dezembro de 2020 | Salernitana | 1 – 1 | Lecce |  |
| 21:00                  |             |       |       |  |

| 15 de dezembro de 2020 | SPAL | 0 – 0 | ChievoVerona |  |
| 21:00                  |      |       |              |  |

| 18 de dezembro de 2020 | Virtus Entella | 0 – 1 | Pordenone |  |
| 19:00                  |                |       |           |  |

| 18 de dezembro de 2020 | Frosinone | 0 – 0 | Salernitana |  |
| 21:00                  |           |       |             |  |

| 19 de dezembro de 2020 | ChievoVerona | 1 – 1 | Empoli |  |
| 14:00                  |              |       |        |  |

| 19 de dezembro de 2020 | Cremonese | 1 – 0 | Cosenza |  |
| 14:00                  |           |       |         |  |

| 19 de dezembro de 2020 | Lecce | 0 – 3 | Pisa |  |
| 14:00                  |       |       |      |  |

| 19 de dezembro de 2020 | LR Vicenza | 2 – 1 | Ascoli |  |
| 14:00                  |            |       |        |  |

| 19 de dezembro de 2020 | Brescia | 3 – 1 | Reggiana |  |
| 14:00                  |         |       |          |  |

| 19 de dezembro de 2020 | Pescara | 3 – 2 | Monza |  |
| 16:00                  |         |       |       |  |

| 19 de dezembro de 2020 | Venezia | 0 – 0 | SPAL |  |
| 18:00                  |         |       |      |  |

| 19 de dezembro de 2020 | Reggina | 1 – 3 | Cittadella |  |
| 21:30                  |         |       |            |  |

| 21 de dezembro de 2020 | Salernitana | 2 – 1 | Virtus Entella |  |
| 21:00                  |             |       |                |  |

| 22 de dezembro de 2020 | Cittadella | 1 – 0 | Frosinone |  |
| 19:00                  |            |       |           |  |

| 22 de dezembro de 2020 | Cosenza | 0 – 0 | Venezia |  |
| 19:00                  |         |       |         |  |

| 22 de dezembro de 2020 | Monza | 2 – 0 | Ascoli |  |
| 19:00                  |       |       |        |  |

| 22 de dezembro de 2020 | Pescara | 1 – 1 | Brescia |  |
| 19:00                  |         |       |         |  |

| 22 de dezembro de 2020 | Pisa | 2 – 2 | ChievoVerona |  |
| 19:00                  |      |       |              |  |

| 22 de dezembro de 2020 | Pordenone | 1 – 2 | Cremonese |  |
| 19:00                  |           |       |           |  |

| 22 de dezembro de 2020 | SPAL | 1 – 0 | Lecce |  |
| 19:00                  |      |       |       |  |

| 22 de dezembro de 2020 | LR Vicenza | 1 – 1 | Reggina |  |
| 19:00                  |            |       |         |  |

| 22 de dezembro de 2020 | Empoli | 0 – 0 | Reggiana |  |
| 21:00                  |        |       |          |  |

| 27 de dezembro de 2020 | Reggiana | 0 – 1 | Reggina |  |
| 12:30                  |          |       |         |  |

| 27 de dezembro de 2020 | Ascoli | 2 – 0 | SPAL |  |
| 15:00                  |        |       |      |  |

| 27 de dezembro de 2020 | Cosenza | 1 – 1 | Pisa |  |
| 15:00                  |         |       |      |  |

| 27 de dezembro de 2020 | Frosinone | 1 – 1 | Pordenone |  |
| 15:00                  |           |       |           |  |

| 27 de dezembro de 2020 | Lecce | 2 – 1 | LR Vicenza |  |
| 15:00                  |       |       |            |  |

| 27 de dezembro de 2020 | Venezia | 1 – 2 | Salernitana |  |
| 15:00                  |         |       |             |  |

| 27 de dezembro de 2020 | Virtus Entella | 3 – 0 | Pescara |  |
| 15:00                  |                |       |         |  |

| 27 de dezembro de 2020 | Brescia | 1 – 3 | Empoli |  |
| 18:00                  |         |       |        |  |

| 27 de dezembro de 2020 | Cremonese | 0 – 2 | Monza |  |
| 21:00                  |           |       |       |  |

| 27 de janeiro de 2021 | ChievoVerona | 2 – 1 | Cittadella |  |
| 19:00                 |              |       |            |  |

| 30 de dezembro de 2020 | Cittadella | 2 – 2 | Lecce |  |
| 15:00                  |            |       |       |  |

| 30 de dezembro de 2020 | Pordenone | 3 – 0 | Reggiana |  |
| 15:00                  |           |       |          |  |

| 30 de dezembro de 2020 | Reggina | 1 – 0 | Cremonese |  |
| 15:00                  |         |       |           |  |

| 30 de dezembro de 2020 | Monza | 3 – 0 | Salernitana |  |
| 16:00                  |       |       |             |  |

| 30 de dezembro de 2020 | Empoli | 1 – 1 | Ascoli |  |
| 18:00                  |        |       |        |  |

| 30 de dezembro de 2020 | Pescara | 0 – 0 | Cosenza |  |
| 18:00                  |         |       |         |  |

| 30 de dezembro de 2020 | SPAL | 2 – 3 | Brescia |  |
| 18:00                  |      |       |         |  |

| 30 de dezembro de 2020 | LR Vicenza | 0 – 1 | Virtus Entella |  |
| 18:00                  |            |       |                |  |

| 30 de dezembro de 2020 | ChievoVerona | 1 – 1 | Venezia |  |
| 21:00                  |              |       |         |  |

| 2 de fevereiro de 2021 | Pisa | 0 – 0 | Frosinone |  |
| 14:00                  |      |       |           |  |

| 4 de janeiro de 2021 | Cosenza | 0 – 2 | Empoli |  |
| 15:00                |         |       |        |  |

| 4 de janeiro de 2021 | Venezia | 1 – 1 | Pisa |  |
| 15:00                |         |       |      |  |

| 4 de janeiro de 2021 | Lecce | 0 – 0 | Monza |  |
| 16:00                |       |       |       |  |

| 4 de janeiro de 2021 | Ascoli | 2 – 1 | Reggina |  |
| 17:00                |        |       |         |  |

| 4 de janeiro de 2021 | Cremonese | 0 – 2 | ChievoVerona |  |
| 18:00                |           |       |              |  |

| 4 de janeiro de 2021 | Frosinone | 1 – 2 | SPAL |  |
| 18:00                |           |       |      |  |

| 4 de janeiro de 2021 | Reggiana | 0 – 1 | Pescara |  |
| 18:00                |          |       |         |  |

| 4 de janeiro de 2021 | Salernitana | 0 – 2 | Pordenone |  |
| 18:00                |             |       |           |  |

| 4 de janeiro de 2021 | Virtus Entella | 1 – 0 | Cittadella |  |
| 18:00                |                |       |            |  |

| 4 de janeiro de 2021 | Brescia | 0 – 3 | LR Vicenza |  |
| 21:00                |         |       |            |  |

| 15 de janeiro de 2021 | ChievoVerona | 2 – 1 | Virtus Entella |  |
| 19:00                 |              |       |                |  |

| 15 de janeiro de 2021 | LR Vicenza | 0 – 0 | Frosinone |  |
| 21:00                 |            |       |           |  |

| 16 de janeiro de 2021 | Cittadella | 1 – 0 | Ascoli |  |
| 14:00                 |            |       |        |  |

| 16 de janeiro de 2021 | Monza | 2 – 2 | Cosenza |  |
| 14:00                 |       |       |         |  |

| 16 de janeiro de 2021 | Pisa | 1 – 0 | Brescia |  |
| 14:00                 |      |       |         |  |

| 16 de janeiro de 2021 | Pordenone | 2 – 0 | Venezia |  |
| 14:00                 |           |       |         |  |

| 16 de janeiro de 2021 | Reggina | 0 – 1 | Lecce |  |
| 16:00                 |         |       |       |  |

| 17 de janeiro de 2021 | Pescara | 0 – 2 | Cremonese |  |
| 15:00                 |         |       |           |  |

| 17 de janeiro de 2021 | Empoli | 5 – 0 | Salernitana |  |
| 21:00                 |        |       |             |  |

| 18 de janeiro de 2021 | SPAL | 2 – 0 | Reggiana |  |
| 21:00                 |      |       |          |  |

| 22 de janeiro de 2021 | Virtus Entella | 2 – 1 | Pisa |  |
| 21:00                 |                |       |      |  |

| 23 de janeiro de 2021 | Ascoli | 0 – 0 | ChievoVerona |  |
| 14:00                 |        |       |              |  |

| 23 de janeiro de 2021 | Cosenza | 0 – 0 | Pordenone |  |
| 14:00                 |         |       |           |  |

| 23 de janeiro de 2021 | Frosinone | 1 – 1 | Reggina |  |
| 14:00                 |           |       |         |  |

| 23 de janeiro de 2021 | Reggiana | 2 – 1 | LR Vicenza |  |
| 14:00                 |          |       |            |  |

| 23 de janeiro de 2021 | Venezia | 1 – 0 | Cittadella |  |
| 14:00                 |         |       |            |  |

| 23 de janeiro de 2021 | Salernitana | 2 – 0 | Pescara |  |
| 16:00                 |             |       |         |  |

| 24 de janeiro de 2021 | Lecce | 2 – 2 | Empoli |  |
| 15:00                 |       |       |        |  |

| 24 de janeiro de 2021 | Cremonese | 1 – 1 | SPAL |  |
| 21:00                 |           |       |      |  |

| 25 de janeiro de 2021 | Brescia | 0 – 1 | Monza |  |
| 21:00                 |         |       |       |  |

### Segundo turno
| 29 de janeiro de 2021 | LR Vicenza | 0 – 0 | Venezia |  |
| 21:00                 |            |       |         |  |

| 30 de janeiro de 2021 | Ascoli | 2 – 1 | Brescia |  |
| 14:00                 |        |       |         |  |

| 30 de janeiro de 2021 | Empoli | 3 – 1 | Frosinone |  |
| 14:00                 |        |       |           |  |

| 30 de janeiro de 2021 | Pordenone | 1 – 1 | Lecce |  |
| 14:00                 |           |       |       |  |

| 30 de janeiro de 2021 | Virtus Entella | 1 – 2 | Cosenza |  |
| 14:00                 |                |       |         |  |

| 30 de janeiro de 2021 | Pisa | 1 – 0 | Reggiana |  |
| 16:00                 |      |       |          |  |

| 31 de janeiro de 2021 | ChievoVerona | 3 – 1 | Pescara |  |
| 15:00                 |              |       |         |  |

| 30 de janeiro de 2021 | SPAL | 1 – 1 | Monza |  |
| 16:00                 |      |       |       |  |

| 31 de janeiro de 2021 | Cittadella | 1 – 1 | Cremonese |  |
| 21:00                 |            |       |           |  |

| 1 de fevereiro de 2021 | Reggina | 0 – 0 | Salernitana |  |
| 21:00                  |         |       |             |  |

| 5 de fevereiro de 2021 | Lecce | 1 – 2 | Ascoli |  |
| 21:00                  |       |       |        |  |

| 6 de fevereiro de 2021 | Brescia | 3 – 3 | Cittadella |  |
| 14:00                  |         |       |            |  |

| 6 de fevereiro de 2021 | Cosenza | 1 – 1 | SPAL |  |
| 14:00                  |         |       |      |  |

| 6 de fevereiro de 2021 | Cremonese | 2 – 1 | Pisa |  |
| 14:00                  |           |       |      |  |

| 6 de fevereiro de 2021 | Frosinone | 1 – 2 | Venezia |  |
| 14:00                  |           |       |         |  |

| 6 de fevereiro de 2021 | Pescara | 0 – 2 | Reggina |  |
| 14:00                  |         |       |         |  |

| 6 de fevereiro de 2021 | Salernitana | 1 – 1 | ChievoVerona |  |
| 14:00                  |             |       |              |  |

| 6 de fevereiro de 2021 | Monza | 1 – 1 | Empoli |  |
| 16:00                  |       |       |        |  |

| 6 de fevereiro de 2021 | Pordenone | 1 – 2 | LR Vicenza |  |
| 18:00                  |           |       |            |  |

| 7 de fevereiro de 2021 | Reggiana | 2 – 1 | Virtus Entella |  |
| 21:00                  |          |       |                |  |

| 9 de fevereiro de 2021 | Cittadella | 1 – 1 | Cosenza |  |
| 19:00                  |            |       |         |  |

| 9 de fevereiro de 2021 | Empoli | 2 – 2 | Pescara |  |
| 19:00                  |        |       |         |  |

| 9 de fevereiro de 2021 | Lecce | 2 – 2 | Brescia |  |
| 19:00                  |       |       |         |  |

| 9 de fevereiro de 2021 | Pisa | 2 – 2 | Salernitana |  |
| 19:00                  |      |       |             |  |

| 9 de fevereiro de 2021 | SPAL | 1 – 3 | Pordenone |  |
| 19:00                  |      |       |           |  |

| 9 de fevereiro de 2021 | Venezia | 3 – 1 | Cremonese |  |
| 19:00                  |         |       |           |  |

| 9 de fevereiro de 2021 | LR Vicenza | 1 – 2 | Monza |  |
| 19:00                  |            |       |       |  |

| 9 de fevereiro de 2021 | Ascoli | 1 – 1 | Frosinone |  |
| 21:00                  |        |       |           |  |

| 10 de fevereiro de 2021 | Reggina | – | Virtus Entella |  |
| 19:00                   |         |   |                |  |

| 10 de fevereiro de 2021 | ChievoVerona | – | Reggiana |  |
| 21:00                   |              |   |          |  |

| 12 de fevereiro de 2021 | Monza | – | Pisa |  |
| 21:00                   |       |   |      |  |

| 13 de fevereiro de 2021 | Cremonese | – | Lecce |  |
| 14:00                   |           |   |       |  |

| 13 de fevereiro de 2021 | Pescara | – | Venezia |  |
| 14:00                   |         |   |         |  |

| 13 de fevereiro de 2021 | Pordenone | – | Cittadella |  |
| 14:00                   |           |   |            |  |

| 13 de fevereiro de 2021 | Salernitana | – | LR Vicenza |  |
| 14:00                   |             |   |            |  |

| 13 de fevereiro de 2021 | SPAL | – | Empoli |  |
| 16:00                   |      |   |        |  |

| 14 de fevereiro de 2021 | Virtus Entella | – | Frosinone |  |
| 15:00                   |                |   |           |  |

| 14 de fevereiro de 2021 | Reggiana | – | Ascoli |  |
| 17:00                   |          |   |        |  |

| 14 de fevereiro de 2021 | Brescia | – | ChievoVerona |  |
| 21:00                   |         |   |              |  |

| 15 de fevereiro de 2021 | Cosenza | – | Reggina |  |
| 21:00                   |         |   |         |  |

Fonte: Lega Série B (em italiano), La Gazzetta dello Sport (em italiano), Corriere dello Sport (em italiano), Tuttosport (em italiano)

## Estatísticas
| 0Gols0 | Jogador             | Equipe      |
| ------ | ------------------- | ----------- |
| 12     | Francesco Forte     | Venezia     |
| 12     | Leonardo Mancuso    | Empoli      |
| 11     | Massimo Coda        | Lecce       |
| 10     | Gennaro Tutino      | Salernitana |
| 10     | Davide Djily Diaw   | Pordenone   |
| 7      | Mario Gargiulo      | Cittadella  |
| 7      | Michele Marconi     | Pisa        |
| 6      | Simone Mazzocchi    | Reggiana    |
| 6      | Riad Bajić          | Ascoli      |
| 6      | Riccardo Meggiorini | Vicenza     |
| 6      | Mattia Valoti       | SPAL        |
| 6      | Marco Mancosu       | Lecce       |

| 0Total0 | Jogador                | Equipe   |
| ------- | ---------------------- | -------- |
| 9       | Marco Mancosu          | Lecce    |
| 7       | Massimo Coda           | Lecce    |
| 6       | Nedim Bajrami          | Empoli   |
| 6       | Robert Gucher          | Pisa     |
| 5       | Filippo Bandinelli     | Empoli   |
| 5       | Christian Lund Gytkjær | Monza    |
| 5       | Igor Radrezza          | Reggiana |

## Mudanças de técnicos
| Clube          | Antecessor        | Motivo                 | Data                 | Rod           | Pos           | Sucessor         | Ref.          |
| -------------- | ----------------- | ---------------------- | -------------------- | ------------- | ------------- | ---------------- | ------------- |
| Salernitana    | Giampiero Ventura | Fim de contrato        | 1 de agosto de 2020  | Pré-temporada | Pré-temporada | Fabrizio Castori | [ 40 ] [ 41 ] |
| SPAL           | Luigi Di Biagio   | Fim de contrato        | 2 de agosto de 2020  | Pré-temporada | Pré-temporada | Pasquale Marino  | [ 42 ] [ 43 ] |
| Venezia        | Alessio Dionisi   | Acordo entre as partes | 10 de agosto de 2020 | Pré-temporada | Pré-temporada | Paolo Zanetti    | [ 44 ] [ 45 ] |
| Empoli         | Pasquale Marino   | Acordo entre as partes | 11 de agosto de 2020 | Pré-temporada | Pré-temporada | Alessio Dionisi  | [ 46 ] [ 47 ] |
| Virtus Entella | Roberto Boscaglia | Resignado              | 14 de agosto de 2020 | Pré-temporada | Pré-temporada | Bruno Tedino     | [ 48 ] [ 49 ] |
| Lecce          | Fabio Liverani    | Demitido               | 19 de agosto de 2020 | Pré-temporada | Pré-temporada | Eugenio Corini   | [ 50 ] [ 51 ] |
| Brescia        | Diego López       | Acordo entre as partes | 20 de agosto de 2020 | Pré-temporada | Pré-temporada | Luigi Delneri    | [ 52 ]        |

## Premiação
| Campeonato Italiano 2020–2021 Série B |
| ------------------------------------- |
| Empoli Campeão (3º título)            |